# Glenea subrouyeri
Glenea subrouyeri là một loài bọ cánh cứng trong họ Cerambycidae.